# Liang Wenbo
Liang Wenbo (chinesisch 梁文博, Pinyin Liáng Wénbó; * 5. März 1987) ist ein chinesischer Snookerspieler. Von 2005 bis 2023 gehörte er der Profitour an. 2016 erreichte er mit Weltranglistenplatz 11 seine höchste Platzierung. Im selben Jahr gewann er die English Open. 2023 wurde er vom Weltverband für schuldig befunden, Spiele manipuliert und andere Spieler zu Manipulationen verleitet zu haben. Dafür wurde er lebenslang vom Profisnooker ausgeschlossen.

## Karriere
2005 gewann Liang Wenbo die IBSF U21-Weltmeisterschaft und galt spätestens damit als eines der hoffnungsvollsten Talente Asiens. Bei den Asienspielen 2006 gewann er mit der Mannschaft die Gold- und als Einzelspieler die Silbermedaille. 2008 qualifizierte er sich durch Siege über Ben Woollaston, Rod Lawler, David Gilbert und Ian McCulloch für die Weltmeisterschaft, seine erste Endrundenteilnahme bei einem Turnier der Main Tour. Im Crucible Theatre traf er zunächst auf den ehemaligen Weltmeister Ken Doherty, den er mit 10:5 besiegte. In der zweiten Runde bezwang er Joe Swail mit 13:12 und zog ins Viertelfinale ein. Dort traf er auf Ronnie O’Sullivan, gegen den er mit 7:13 das Nachsehen hatte.
Nach der Saison 2008/09 – sein herausragendes Ergebnis war der Einzug ins Achtelfinale der Northern Ireland Trophy – konnte er sich in der Weltrangliste unter die Top 32 verbessern.
Am 29. Oktober 2008 spielte Liang Wenbo in der dritten Runde der Qualifikation zur Bahrain Championship sein erstes Maximum Break.
Im Juni 2009 gewann er bei der Beijing International Challenge, einem Einladungsturnier in Peking, seinen ersten Titel bei einem Profiturnier.
Beim Shanghai Masters, dem ersten Weltranglistenturnier der Saison 2009/10, gelang ihm drei Monate später sein bislang größter Erfolg. Mit Siegen über Peter Ebdon, Ali Carter und Shaun Murphy schaffte er den Einzug ins Finale, in dem er sich Ronnie O’Sullivan mit 5:10 geschlagen geben musste.
Im April 2013 erreichte er als 49. Profisnookerspieler die Marke von 100 erzielten Century Breaks.
Im Oktober 2013 gewann er mit den Zhengzhou Open sein erstes Turnier der PTC-Serie, als er im Finale seinen Landsmann Lü Haotian mit 4:0 bezwang.
Im September 2015 erreichte er das Finale der 6-Red World Championship und unterlag dort dem Thailänder Thepchaiya Un-Nooh mit 2:8. Am 6. Dezember stand er auch im Finale der UK Championship und verlor dort mit 5:10 gegen Neil Robertson. Danach stand er zum zweiten Mal nach 2010 unter den Top 16 der Weltrangliste.
Beim 6-Red-Turnier 2016 kam Liang ins Viertelfinale, wo er gegen seinen Landsmann Ding Junhui verlor. Ding gewann anschließend das Turnier. Bei den English Open erreichte er einen Monat später zum dritten Mal in seiner Karriere ein Ranglistenturnierfinale, nachdem er im Halbfinale den Weltranglistenzweiten Stuart Bingham besiegt hatte. Danach gewann er auch gegen die Nummer 3 Judd Trump mit 9:6 und holte seinen ersten großen Main-Tour-Titel. Danach stieg er auf Platz 12 der Weltrangliste. Nach dem Achtelfinale bei der International Championship erreichte er mit Platz 11 seine beste Position, die er bis zum Saisonende verteidigen konnte.
Zu Beginn der Snooker-Saison gewann er zum zweiten Mal nach 2011 zusammen mit Ding Junhui den Team-World-Cup. Weitere Erfolge blieben aus. Bei der Snookerweltmeisterschaft 2018 verlor er nach Siegen über Rod Lawler und Zhao Xintong mit 0:10 gegen Jamie Jones. Während der Saison 2017/18 konnte Liang Wenbo zwei Maximum Breaks spielen. Das erste spielte er bei den English Open 2017 gegen Tom Ford, das zweite während der Qualifikation zur Snookerweltmeisterschaft gegen Rod Lawler.
Im Juli 2021 wurde von einer Überwachungskamera aufgezeichnet, wie Liang eine Frau angriff und schlug. Es kam zu einem Verfahren, in dem er sich schuldig bekannte und wegen häuslicher Gewalt zu einer 12-monatigen Bewährungsstrafe mit Auflagen und einer Geldstrafe verurteilt wurde. Nach dem Bekanntwerden wurde er vom Verband WPBSA wegen Verstoßes gegen den Verhaltenskodex für Snookerprofis gesperrt. Beim letzten Turnier der Saison 2021/22, der Weltmeisterschaft, wurde er von der Qualifikation ausgeschlossen.
Im Oktober 2022 wurde Liang erneut von der WPBSA gesperrt. Gemeinsam mit weiteren chinesischen Spielern stand er unter Verdacht, zum Zwecke des Wettbetrugs Spiele manipuliert zu haben. Am 6. Juni 2023 wurde er für schuldig befunden und vom Verband lebenslang gesperrt.

## Erfolge

### Weltranglistenturniere
- English Open 2016

### Minor-Ranglistenturniere
- Zhengzhou Open 2013

### Einladungsturniere
- Beijing International Challenge 2009

### Teamwettbewerbe
- World Cup – 2011 und 2017 (jeweils mit Ding Junhui)